# Emtinghausen
Emtinghausen er en kommune i i Samtgemeinde Thedinghausen den sydvestlige del af Landkreis Verden, sydøst for Bremen, i den centrale del af den tyske delstat Niedersachsen.

## Geografi
I kommunen der har et areal på godt 21 km² bor godt 1.500 mennesker (2013).
I kommunen ligger ud over Emtinghausen landsbyen Bahlum. Byens hovedattraktion er Windmühle Emtinghausen fra 1873. Gennem Bahlum og Emtinghausen løber bækken Blankenwaters Wiesengraben.